# تريبوبونر بريو محمد
تريبوبونر بريو محمد (البنغالية: ত্রিভুবনের প্রিয় মুহাম্মদ ত্रিভুবনেर প্रিয় মুহLAম্মদ) هو نشيد غزل ومدح ألفه قاضي نذر الإسلام، احتفالًا بميلاد محمد. تم تأليف الغزل في عام 1935، على لحن "كاتبي"، وهي موسيقى شعبية تركية [الإنجليزية] تقليدية. كانت أول أغنية لنظرل في لحن كاتبي هي "شاكنو بطار نوبور باي"، والتي سجلتها حرطمي دوي في عام 1933. وبعد عامين، في عام 1935، خرج تريبو بونر بريو محمد بنفس اللحن، بصوت تلميذ نذر وخبيره عباس الدين أحمد [الإنجليزية].

## خلفية اللحن
كان يُعتقد في السابق أن لحن أغنية تريبهوبونر برييو محمد مستوحى من الموسيقى الشعبية العربية. وبحسب الباحث أسد الحق في مقالته بعنوان "تطبيق ناجح لللحن العربي في الأغاني সঙ্গীতজ্ঞ নজরুলের বাংলা গানে আরবি সুরের সুষ্ঠু প্রয়োগ للملحن نذر (সঙ্গীতজ্ঞ নজরুলের বাংলা গানে আরবি সুরের সুষ্ঠু প্রয়োগ) في مجلة الاتفاق [الإنجليزية] المنشورة، سمع نفس لحن أغنية تركية أثناء إقامته في أنقرة، تركيا في عام 1965. لقد أصبح يشك في الأصل العربي المزعوم لهذا اللحن وخرج للبحث عنه. عندما ذهب إلى سوريا في رحلة رسمية، سأل أحد كبار السن المحليين، فأجابه بأنها "لحن عمره ألف عام من الأغنية العربية: يا بنات الإسكندريّة" والنسخة التركية منها تُعرف باسم "كاتبي". الأغنية تتحدث عن فتاة وكاتبها أثناء زيارتهما لمدينة أسكدار.
لا يوجد مرجع واضح حول من أين حصل نذر الله على لحن هذا النشيد أو من تعلمه. يعتقد بعض الباحثين أن نذرل حصل على لحن أغنية "كاتبي" من جنود فوج البنغال الذين أرسلوا إلى العراق للتدريب ضد القوات الألمانية في عام 1914 في بداية الحرب العالمية الأولى.

## الكلمات
| Bengali | العربية |
| --- | --- |
| ত্রিভুবনের প্রিয় মুহাম্মদ এলো রে দুনিয়ায়। আয় রে সাগর আকাশ বাতাস দেখবি যদি আয়।। ধূলির ধরা বেহেশতে আজ, জয় করিল দিলো রে লাজ। আজকে খুশির ঢল নেমেছে ধূসর সাহারায়।। দেখ আমিনা মায়ের কোলে, দোলে শিশু ইসলাম দোলে। কচি মুখে শাহাদাতের বাণী সে শোনায়।। আজকে যত পাপী ও তাপী, সব গুনাহের পেল মাফী। দুনিয়া হতে বে-ইনসাফী জুলুম নিল বিদায়।। নিখিল দরুদ পড়ে লয়ে নাম, সাল্লাল্লাহু আলায়হি ওয়া সাল্লাম। জীন পরী ফেরেশতা সালাম জানায় নবীর পায়।। | محمد، الحبيب في الأبعاد الثلاثو، قد جاء إلى العالم تعال أيها البحر والسماء والريح، إذا أردت أن ترى. الأرض المغبرة في السماء اليوم، قد فازت وأعطت الخجل اليوم سقط مطر السعادة في بادية وصحراء. انظر إلى ذراعي أمه آمنة، تؤرجح الطفل، تؤرجح الإسلام يتلو كلمات الشهادة في فمه. جميع التائبين اليوم، قد نالوا العفو عن جميع الذنوب لقد غادر الظلم العالم. كل تسبيح يتلو الاسم، صلوات الله عليه ملائكة الجن تحيي النبي على قدميه. |

## طالع أيضًا
- نذر الغيتي
- يا مون رومزانير أوي روزار شيشي
- كاتيبيم